# シンビアパート
『シンビアパート』（ハングル表記：신비아파트）は、韓国の子供向け番組専門テレビチャンネルであるトゥーニバースで放送されているテレビアニメシリーズの一つ。また、その派生作品。トゥーニバースを運営している韓国の企業CJ E&Mまたはその後継会社CJ ENMが製作している。
物語の主人公ハリとシンビの出会いと活躍を描く『シンビアパート 444号』全4話が2014年12月31日に放送された。ハリは勇敢な小学生の少女、シンビは不思議な能力を持つ2頭身で黄緑色のトッケビと設定されている。その後2016年7月20日から『シンビアパート ゴーストボールの秘密』全24話が毎週1話ずつ放送された。この作品は日本語、中国語、インドネシア語、タイ語、スペイン語、英語による吹き替え版が製作され、Netflixによって配信されている。その後数か月ないし約1年ほどの休止期間をはさみながら全12話前後の各シリーズ作品がトゥーニバースで放送されている。他にテレビアニメから派生した作品として、2017年から舞台公演用のミュージカルが製作され、2018年から劇場用のアニメーション映画、テレビ放送用の実写ドラマおよびスマートフォン用のゲームが製作・公開されている。

## 登場キャラクター

### トッケビ
トッケビは朝鮮半島でよく知られる超自然的な存在の一つで、昔話などで伝えられ、民間信仰の対象でもある。人間に対していたずらをするがその神通力で人間に福をもたらすとされている。
シンビ〈102歳〉
声 - チョ・ヒョンジョン/井澤詩織
不思議な能力を持つ2頭身で黄緑色のトッケビ。名前の「シンビ」は朝鮮語で「神秘」を意味する。鬼神（クィシン、日本語吹替版では「ゴースト」）が生前の恨（ハン）を晴らし天に昇って行くと、シンビはハリたちの願いをかなえる。
日本語版の一人称は「オイラ」。
クンビ〈1000歳以上あるいは約600歳〉
声 - ヤン・ジョンファ
2頭身で金色のトッケビ。慶尚道方言（大邱なまり）で話す。2018年7月に劇場公開された『シンビアパート 金色のトッケビと秘密の洞窟』から登場する。クンビの年齢について、この映画の設定では「1000歳以上」とされたが、キャラクター玩具などを販売するAurora Worldのキャラクター紹介では「約600歳」としている。

### ハリとその家族
ク・ハリ〈12歳〉
声 - キム・ヨンウン/大坪由佳
本作の主人公で、運動神経抜群の女の子。小学5年生。韓国でそのキャラクターをコスプレした子供たちが参加条件だった短期間のイベントが行われたことがある。
日本語版の一人称は「アタシ」。
ク・ドゥリ〈10歳〉
声 - キム・チェハ/鷹村彩花
ハリの弟で、小学3年生の男の子で、臆病。
日本語版の一人称は「僕」。
ク・インナム（구인남）
声 - チェ・ジェホ/西野純一郎
ハリとドゥリの父で、無職。主夫。
ユ・ジミ（유지미）
声 - イ・ソウン/五十嵐夕夏
ハリとドゥリの母で、警察官。

### ハリの同級生
チェ・ガンリム〈12歳〉
声 - シン・ヨンウ/小笠原 仁
女子生徒に人気の男子生徒。退魔師（日本語吹替版ではシャーマン）。
キム・ヒョヌ〈12歳〉
声 - シム・ギュヒョク/酒井広大
眼鏡をかけた臆病な男子生徒。鬼神（クィシン、日本語吹替版では「ゴースト」）に関する情報通。
日本語版の一人称は「僕」。
イ・ガウン〈12歳〉
声 - ヨ・ミンジョン/東城日沙子
おとなしい性格の女子生徒。

### アイギス
レオ(레오)
声 - ソン・スホ
ケルベロス。
サラ(사라)
声 - パク・シユン
リオン(리온)
声 - キム・ミョンジュン
隊長
声 - クォン・ヒョクス

### その他
ヒウォン(희원)
声 -  キム・ハル
九尾狐。
イアン(이안)
声 -  チェ・スンフン
ガンリムの母
声 -  パク・ソニョン
クィドヒョン (귀도현)
声 - キム・ジャン
ハリたちの周辺につく謎の少年。
仮面をかぶったまま表示される退魔師でもある。
ハリたちに助けを与え徐々に近くなるが、彼の正体は誰も知らない。
チェ・ガンリムの兄。
ジュビ (주비)
声 - キム・ヒョンジ
地下国大賊 (지하국대적)
声 - ジャン・ミンヒョク/山本兼平
黒魔術師、ジャン・ドハン (흑마법사, 장도한)
声 - ソン・ジュンソク
夜叉 (두억시니)
声 - ユ・ヘム
ヨルムンガンド (요르문간드)
声 - イ・ヒョン

## 作品一覧

### テレビアニメ
この作品の舞台のシンビアパートは鬼神（クィシン、日本語吹替版では「ゴースト」）が出るという噂で有名な所として設定されている。韓国では5階建て以上の共同住宅をアパートと定義しているが、シンビアパートは築100年超えの13階建てで、勇敢な姉ハリと怖がりの弟ドゥリと両親がそのシンビアパート4階の444号に引っ越して来るところから物語が始まる。

#### シンビアパート 444号
最初の作品で、正規放送をする前にパイロット版として放送されたテレビアニメ。韓国の子供向け番組専門チャンネルのトゥーニバースで2014年12月31日に放送された。引っ越して来たシンビアパートで2頭身のトッケビ（小鬼）であるシンビに出会ったハリとその弟ドゥリが、シンビアパートに長年ひそんでいた不幸な過去を持つ鬼神（クィシン）に驚かされるが、姉弟とシンビが鬼神の生前のやさしい姿を見出し、鬼神は天に昇って行く。1話は約12分で全4話、4つの鬼神の話で構成されている。登場するのはハリ、ドゥリ、姉弟の両親、シンビ、4つの鬼神とその生前の姿、マンションの管理（警備）人、マンションの住人、猫などで、ハリの同級生になるガンリムとガウンとヒョヌはまだ登場しない。
監督などのスタッフの名前は公開されていないし、録音に参加した声優も、一部のキャラクターの声優を除けばほとんど知られていない。
| 話 | 題名                                      | （仮訳）                                      | 放送日（トゥーニバース） |
| -- | ----------------------------------------- | --------------------------------------------- | ------------------------ |
| 1  | 어서 와 신비 아파트에... 엘리베이터 귀신! | ようこそシンビアパートに、エレベーターの鬼神! | 2014年12月31日           |
| 2  | 쿵.쿵.쿵. 한밤의 층간 소음 귀신!          | ドン、ドン、ドン、真夜中の階上の騒音の鬼神!   | 2014年12月31日           |
| 3  | 쉿, 소리 내지마... 술래잡기 귀신!         | シッ、声を出すな、鬼ごっこの鬼神!             | 2014年12月31日           |
| 4  | 미로 속의 노란 눈동자! 지하실 귀신!       | 迷路の中の黄色の瞳! 地下室の鬼神!             | 2014年12月31日           |

#### シンビアパート ゴーストボールの秘密
トゥーニバースで2016年7月20日から2017年1月18日まで放送された。1話は約25分で全24回。第2話でハリと弟ドゥリが小学校に編入し、同級生であるヒョヌとガウンとガンリムが登場する。ヒョヌはトッケビや鬼神（クィシン、日本語吹替版では「ゴースト」）が好きな男子生徒、ガウンは事故で姉を亡くしている女子生徒、ガンリムは一人超然としている男子生徒だが実は退魔師（日本語吹替版ではシャーマン）で、ヒョヌとガウンはハリの友だちになる。
日本語、中国語、インドネシア語、タイ語、スペイン語、英語による吹き替え版が製作され、Netflixによって配信されている。日本では日本語吹替版がAmazon Prime Videoによって2021年9月から配信され、その後NetflixやGYAO!他のサイトでも配信されている。作品名は『シンビアパート ゴーストボールの秘密』ではなく単に『シンビアパート』になっている。

##### スタッフ
- 企画：シン・ドンシク
- 原作：CJ E&M（現・CJ ENM）
- 演出[37]：キム・ビョンガプ
- エグゼクティブプロデューサー：ソク・ジョンソ
- 企画プロデューサー：キム・ジョンミン、イ・ジョンヒョク、オ・ジミ、コ・ヨンワン、チュ・ヒョナ、クォン・ヒョクジュン
- 脚本[38]：イ・シウン、パク・ジヨン
- アシスタントディレクター[39]：イ・サンドン
- 制作プロデューサー：チェ・ジェヒョク
- アニメーション制作：BAZOOKA STUDIO、Cocktail Media
- 製作／投資：CJ E&M（現・CJ ENM）、Aurora、SV investment
- 製作：CJ E&M（現・CJ ENM）[40]
- © CJ ENM Co., Ltd. All Rights Reserved.

##### 〈日本語版制作〉
- 翻訳：岩井理子、川岸史
- 調整：熊谷実結
- 演出：市来満
- 制作：アウラ
- 配給：エスピーオー
- 日本配給エージェンシー：SMG HOLDINGS

##### 主題歌
オープニング曲「Ghost Ball」
作詞：クォン・ジヒ／作曲：パク・ジョンシク／編曲：マルコ、パク・ジョンシク／コーラス：ユ・ジョンソク／歌：チョ・ミンソク／ギター：トミー・キム／ベース：パク・ハンジン／録音：ユ・スンウク／ミキシング：キム・ウォンギョン／マスタリング：チョン・ドウォン
エンディング曲「Ma Friend」
作詞：クォン・ジヒ／作曲：パク・ジョンシク／編曲：マルコ／コーラス：ユ・ジョンソク／歌：OH MY GIRL／ギター：トミー・キム／ベース：パク・ハンジン／録音：ユ・スンウク／ミキシング：キム・ウォンギョン／マスタリング：チョン・ドウォン
| 回 | 題名                                           | 日本語吹替版                                      | 登場するゴースト             | 放送日（トゥーニバース） |
| -- | ---------------------------------------------- | ------------------------------------------------- | ---------------------------- | ------------------------ |
| 1  | 돌아온 신비아파트! 검은 물 속의 공포!          | ここはシンビアパート！水兄弟の恐怖！              | 水兄弟：ジョンス、ジョンミン | 2016年7月20日            |
| 2  | 벗어날 수 없는 저주... 소녀의 머리카락         | 逃れられない呪い‥クロカミー                       | クロカミー                   | 2016年7月27日            |
| 3  | 예뻐지고 싶니? 그림자 귀신의 유혹              | かわいくなりたい？影のゴースト‥ファントムトルソー | ファントムトルソー           | 2016年8月3日             |
| 4  | 창밖의 불길한 시선, 거미 귀신의 습격           | 窓の外の不吉な視線 ハハグモ鬼の襲撃               | ハハグモ鬼                   | 2016年8月10日            |
| 5  | 저주받은 스마트폰                              | 呪われたスマートフォン イドゥラの魂               | イドゥラ                     | 2016年8月17日            |
| 6  | 정체를 알 수 없는 적, 얼굴 없는 귀신           | 正体不明の敵 顔のないゴースト ノッペラー          | ノッペラー                   | 2016年8月24日            |
| 7  | 불길한 멜로디의 저주, 발레리나의 오르골        | 不吉なメロディーの呪い マリオネットクイーン       | マリオネットクイーン         | 2016年8月31日            |
| 8  | 공포의 4444번 버스                             | 恐怖の4444番 メイソーバス                         | メイソーバス                 | 2016年9月7日             |
| 9  | 빠져나갈 수 없는 함정, 인간 뽑기 기계          | 人間クレーンゲーム ベアードール                   | ベアードール                 | 2016年9月21日            |
| 10 | 붉은 눈동자의 소년 이안                        | 赤い瞳の少年 イアン                               | イアン、シオン               | 2016年9月28日            |
| 11 | 4와 2분의 1 귀신지도                           | 4と2分の1 魔物の地図                              | キクラス                     | 2016年10月12日           |
| 12 | 작은 인간 호문쿨루스                           | 小さな人間 ホムンクルス                           | ホムンクルス                 | 2016年10月19日           |
| 13 | 죽음에서 돌아온 꽃                             | 死からよみがえった花 ジーニア                     | ジーニア                     | 2016年10月26日           |
| 14 | 공포의 수련회, 무덤 속의 악령                  | 恐怖の林間学校 墓の中の悪霊 セメタリー            | セメタリー                   | 2016年11月2日            |
| 15 | 강철 짐승의 습격                               | 鋼鉄の猛獣の襲撃、クラヤミー                      | プルガサリ、クラヤミー       | 2016年11月9日            |
| 16 | 꼭꼭 숨어라 머리카락 보일라, 귀신과의 숨바꼭질 | ゴーストと勝負だ！ラバナブ                        | ラバナブ                     | 2016年11月16日           |
| 17 | 그림, 로봇 그리고 푸른 저주의 영혼             | 青い呪いの魂、ヘロン                              | ヘロン                       | 2016年11月23日           |
| 18 | 엄마의 위기, 끝나지 않는 악몽                  | ママと麻姑(まこ) バーバの終わらぬ悪夢             | 麻姑バーバ、ノットリー       | 2016年11月30日           |
| 19 | 뱀파이어의 왕                                  | バンパイア王、ヨアヒム                            | ヨアヒム、バーロウ           | 2016年12月7日            |
| 20 | 비오는 날의 방문자, 섬에서 온 귀신             | 雨の日の訪問者 島から来たゴースト                 | ワラがっぱ                   | 2016年12月14日           |
| 21 | 지하국대적의 등장!                             | 地下国大賊の登場！                                | 地下国大賊                   | 2016年12月21日           |
| 22 | 안개속의 음모, 하얀 날개의 괴수!               | 霧の中の陰謀 白い羽のゴースト                     | リムシャイコス               | 2017年1月4日             |
| 23 | 신비아파트 최후의 위기 (상)                    | シンビアパート/最後の危機(前編)                   | 地下国大賊                   | 2017年1月11日            |
| 24 | 신비아파트 최후의 위기 (하)                    | シンビアパート/最後の危機(後編)                   | 地下国大賊                   | 2017年1月18日            |

#### シンビアパート ゴーストボールXの誕生
トゥーニバースで2017年11月9日から2018年3月15日まで放送された。1話は約25分で全13回。
| 回 | 題名                                   | （仮訳）                                      | 放送日（トゥーニバース） |
| -- | -------------------------------------- | --------------------------------------------- | ------------------------ |
| 1  | 신비아파트 새로운 위기! 문틈 속의 시선 | シンビアパート新たな危機! 戸の隙間の中の視線  | 2017年11月9日            |
| 2  | 내 노래를 들어줘, 저주의 목소리        | 耳を塞げ！ 恐怖の呪い歌                       | 2017年11月16日           |
| 3  | 지키지 못한 약속, 살아있는 인형의 습격 | 生き人形と守れなかった約束                    | 2017年11月23日           |
| 4  | 저주에 걸린 병원, 붉은 눈물의 간호사   | 謎！闇夜にうごめく看護師                      | 2017年11月30日           |
| 5  | 악몽으로의 초대, 꿈 속의 방문자        | 戦慄！ 夢の中の怪人                           | 2018年1月4日             |
| 6  | 전설 속의 적, 고대 괴수의 그림자       | 古代妖怪の謎を追え！                          | 2018年1月11日            |
| 7  | 널 찾아갈게, 공포의 게임방송           | 危ない！ 祟られたゲーム実況                   | 2018年1月18日            |
| 8  | 사진 속에 갇힌 영혼, 슬렌더맨의 전설   | フィルムの中の怪！ 人さらい妖怪スレンダーマン | 2018年1月25日            |
| 9  | 탐욕의 카니발, 르네 아파트             | 残酷！ ベルゼブフの暴食地獄                   | 2018年2月1日             |
| 10 | 저주 내린 밤, 공포의 수련회            | 壮絶！ 恐怖の修学旅行                         | 2018年2月8日             |
| 11 | 금지된 초대장, 광기의 피에로           | 禁じられた招待状 悪魔のピエロが君を呼ぶ！     | 2018年3月1日             |
| 12 | 가면 속의 악마, 위기의 고스트볼 (상)   | 狙われたゴーストボール（前編）                | 2018年3月8日             |
| 13 | 가면 속의 악마, 위기의 고스트볼 (하)   | 狙われたゴーストボール（前編）                | 2018年3月15日            |

#### シンビアパート ゴーストボールXの誕生 シーズン2
トゥーニバースで2018年11月8日から2019年1月24日まで放送された。全10回。
| 回 | 題名                                      | （仮訳）                                   | 放送日（トゥーニバース） |
| -- | ----------------------------------------- | ------------------------------------------ | ------------------------ |
| 1  | 귀신 신발과 사라진 아이들                 | 鬼神の靴と消えた子供たち                   | 2018年11月8日            |
| 2  | 멈출 수 없는 유혹, 분노의 포식자          | 止められない誘惑、怒りの捕食者             | 2018年11月15日           |
| 3  | 피할 수 없는 공포, 영혼 없는 추격자       | 避けられない恐怖、魂の無い追撃者           | 2018年11月22日           |
| 4  | 퍼져나가는 검은 소리, 금지된 속삭임       | 広がり出る黒い音、禁じられたささやき       | 2018年11月29日           |
| 5  | 다시 깨어난 핏빛 공포, 검은 밤의 유혹     | 再びよみがえった真っ赤な恐怖、黒い夜の誘惑 | 2018年12月6日            |
| 6  | 뿌리칠 수 없는 공포, 잿빛 악마의 향기     | 払いのけられない恐怖、灰色の悪魔の香り     | 2018年12月13日           |
| 7  | 영혼을 찾는 아홉 개의 꼬리, 천년의 기다림 | 魂を探す九つの尻尾、千年待つ               | 2019年1月3日             |
| 8  | 위험한 초대, 목조 저택의 비밀             | 危険な招待、木造邸宅の秘密                 | 2019年1月10日            |
| 9  | 재앙의 시작, 꺼지지 않는 불꽃             | 災いの始まり、消えない火花                 | 2019年1月17日            |
| 10 | 심판의 날, 도깨비 동굴의 진실             | 審判の日、トッケビの洞窟の真実             | 2019年1月24日            |

シンビアパート ハリの特別な日

#### シンビアパート ゴーストボールダブルX 6つの予言
トゥーニバースで2020年3月5日から2020年6月4日まで放送された。全13回。
| 回 | 題名                                       | （仮訳）                                       | 放送日（トゥーニバース） |
| -- | ------------------------------------------ | ---------------------------------------------- | ------------------------ |
| 1  | 예언의 시작, 검은 사신의 모래바람          | 予言の始まり、黒い死神の砂嵐                   | 2020年3月5日             |
| 2  | 골목을 떠도는 울음소리, 고양이 귀신의 습격 | 路地をさまよう鳴き声、猫の鬼神の襲撃           | 2020年3月12日            |
| 3  | 공포의 검은 갈퀴, 하수구에 갇힌 아이들     | 恐怖の黒い熊手、下水溝に閉じ込められた子供たち | 2020年3月19日            |
| 4  | 붉은 독의 저주, 분노한 재앙신의 전설       | 赤い毒の呪い、怒りの災いの神の伝説             | 2020年3月26日            |
| 5  | 위기에 처한 아이들, 귀신 숲의 함정         | 危機に陥った子供たち、鬼神の森の落とし穴       | 2020年4月2日             |
| 6  | 네가 되고 싶어, 작은 악마의 유혹           | 君になりたい、小さい悪魔の誘惑                 | 2020年4月9日             |
| 7  | 나태지옥의 비명, 공포의 휘파람 소리        | 怠惰地獄の悲鳴、恐怖の口笛の音                 | 2020年4月16日            |
| 8  | 다시 시작된 예언, 땅 속의 붉은 눈          | また始まった予言、土の中の赤い目               | 2020年4月23日            |
| 9  | 거대한 그림자, 얼음 괴수의 공포            | 巨大な影、氷の怪獣の恐怖                       | 2020年5月7日             |
| 10 | 전생의 기억, 연금술사와 황금박쥐           | 前世の記憶、錬金術師と黄金のこうもり           | 2020年5月14日            |
| 11 | 공포의 비명동산, 악마가 된 마스코트        | 恐怖の悲鳴園、悪魔になったマスコット           | 2020年5月21日            |
| 12 | 귀신 보는 아이, 붉은 시선의 위협           | 鬼神見る子供、赤い視線の脅威                   | 2020年5月28日            |
| 13 | 최후의 예언, 영혼 없는 집행자              | 最後の予言、魂の無い執行者                     | 2020年6月4日             |

#### シンビアパート ゴーストボールダブルX 怪しい依頼
トゥーニバースで2020年10月8日から2021年1月21日まで放送された。全13回。
| 回     | 題名                                     | （仮訳）                               | 放送日（トゥーニバース） |
| ------ | ---------------------------------------- | -------------------------------------- | ------------------------ |
| 1      | 하얀 목소리의 야수, 공포의 숨바꼭질      | 白い声の野獣、恐怖のかくれんぼ         | 2020年10月8日            |
| 2      | 슬픈 원한의 기억, 보랏빛 여인의 덫       | 悲しい怨恨の記憶、紫の女の罠           | 2020年10月15日           |
| 3      | 검은 진흙, 비 내리는 마을의 미스터리     | 黒い泥、雨が降る村のミステリー         | 2020年10月22日           |
| 4      | 깨어난 고대의 저주, 강시의 습격          | 目覚めた古代の呪い、キョンシーの襲撃   | 2020年10月29日           |
| 5      | 그늘진 방에서 피어난 꽃, 점령당한 아파트 | 影の部屋で咲いた花、占領されたアパート | 2020年11月12日           |
| 6      | 흡혈좀비 추파카브라 첫번째 이야기        | 吸血ゾンビチュパカブラ 第1話           | 2020年11月19日           |
| 7      | 흡혈좀비 추파카브라 두번째 이야기        | 吸血ゾンビチュパカブラ 第2話           | 2020年11月26日           |
| 8      | 그림 속의 검은 미소, 사라진 사람들       | 絵の中の黒い微笑、消えた人たち         | 2020年12月3日            |
| 9      | 슬픈 기억의 노래, 다가오는 붉은 목소리   | 悲しい記憶の歌、近づく赤い声           | 2020年12月10日           |
| 10     | 뒤틀린 욕망, 가면의 유혹                 | ゆがんだ欲望、仮面の誘惑               | 2020年12月17日           |
| 特別編 | 할머니의 소원, 북에서 온 밀동귀          | おばあさんの願い、北から来た密童鬼     | 2020年12月24日           |
| 11     | 추악한 미녀의 눈빛, 메두사               | 醜悪な美女の視線、メドゥーサ           | 2021年1月7日             |
| 12     | 어둠 속의 시선, 불 꺼진 학교의 공포      | 闇の中の視線、明かりの消えた学校の恐怖 | 2021年1月14日            |
| 13     | 별빛초등학교의 비밀, 사토룡의 부활       | 星明り小学校の秘密、サト竜の復活       | 2021年1月21日            |

#### シンビアパート ゴーストボールZ 闇の退魔師
トゥーニバースで2021年9月16日から放送されている。
| 回 | 題名                                     | （仮訳）                               | 放送日（トゥーニバース） |
| -- | ---------------------------------------- | -------------------------------------- | ------------------------ |
| 1  | 창문 너머의 유혹, 거대한 그림자의 속삭임 | 窓越しの誘惑、巨大な影のささやき       | 2021年9月16日            |
| 2  | 선명한 악몽의 시작, 저주받은 안경        | シャープな悪夢の始まり、呪われたメガネ | 2021年9月23日            |
| 3  | 화장실의 공포, 끝나지 않는 숨바꼭질      | トイレの恐怖、終わらない息切れ         | 2021年9月30日            |
| 4  | 소원을 말해봐, 수상한 채팅의 저주        | 願いを教えて、怪しいチャットの呪い     | 2021年10月7日            |
| 5  | 도망칠 수 없는 지옥, 저주의 종소리       | 逃げられない地獄、呪いの鐘             | 2021年10月21日           |
| 6  | 보이지 않는 손, 공포의 인형극            | 見えない手、恐怖の人形劇               | 2021年10月28日           |
| 7  | 서글픈 울음소리, 도로 위의 악몽          | 悲しい泣き声、道路上の悪夢             | 2021年11月5日            |
| 8  | 검은 숲의 비밀, 다시 만난 절망의 기억    | 黒い森の秘密、また出会った絶望の記憶   | 2021年11月11日           |
| 9  | 공포의 집, 빠져나올 수 없는 함정         | 恐怖の家、抜け出せない罠               | 2021年11月26日           |
| 10 | TBA                                      | TBA                                    | TBA                      |
| 11 | TBA                                      | TBA                                    | TBA                      |
| 12 | TBA                                      | TBA                                    | TBA                      |
| 13 | TBA                                      | TBA                                    | TBA                      |

### 映画
シンビアパート 金色のトッケビと秘密の洞窟
2018年7月25日に公開された、最初の劇場版のアニメーション映画。過去にタイムスリップしたハリとドゥリとシンビが1996年の世界で後にハリ姉弟の母になるジミに出会い、宝物探しの冒険に出ると、金色のトッケビ（小鬼）であるクンビに出会う。
シンビアパート 空のトッケビ対ヨルムンガンドゥ
2019年12月19日に公開された劇場版のアニメーション映画第2作。

### ミュージカル
子供ミュージカル シンビアパート クレーンゲームの秘密
2017年7月15日から8月20日までソウル市にあるナルアートセンターの大公演場で初公演した。2018年1月20日から2月25日まで再公演した。
子供ミュージカル シンビアパート ゴーストボールXの誕生
韓国で公演されたミュージカル第2作。
ミュージカル シーズン3 シンビアパート バンパイアの王の秘密
韓国で公演されたミュージカル第3作。
ミュージカル シーズン4 シンビアパート 悲鳴園の招待状
韓国で公演されたミュージカル第4作。

### テレビドラマ
「シンビアパート外伝」と称して、高校生になったハリを主人公とするテレビドラマが製作された。『記憶、ハリ』と『記憶、ハリ2』ではハリ役をペク・チエ、ガンリム役をヒョンジュン、ガウン役をチャン・ソジョン、ヒョヌ役をチョン・ソンヨンが演じた。第3作『恋愛公式 ク・ハリ』はペク・チエ演じる主人公ハリのアルバイト先のカフェを舞台とした。
記憶、ハリ
2018年8月2日から9月7日までトゥーニバースで放送された。
記憶、ハリ2
2019年2月15日から4月5日までトゥーニバースで放送された。
恋愛公式 ク・ハリ
2020年1月17日にトゥーニバースの公式YouTubeチャンネルで初公開した作品。ウェブシリーズだが、トゥーニバースのテレビチャンネルでも放送された。

### 携帯電話ゲーム
GETCHA GHOST ハンテッドハウス
2018年10月31日に韓国で「신비아파트 고스트헌터」（シンビアパートゴーストハンター）というタイトルで公開された。ゴーストを捕まえて戦闘に利用することができる。テレビドラマ版の『記憶、ハリ』のキャラクターも登場する。日本では「GETCHA GHOST ハンテッドハウス」というタイトルで公開された。DAERI SOFTが開発し公開している。
ゴーストシグナル - 記憶、ハリ その後
テレビドラマ『記憶、ハリ』シリーズのゲーム版である。2019年12月12日に公開されたシミュレーションゲームである。
シンビアパートソウルファイターズ
2020年4月7日に公開されたゲーム。
射手ガンリム：6つの予言
2020年5月に公開されたゲーム。
ShinVatar：Kポップスタイルのミニ・ミー
2020年6月に公開されたゲーム。